# Ana María Matute Ausejo
Ana María Matute Ausejo (Barcelona, 26 de juliol de 1925 – Barcelona, 25 de juny de 2014) fou una novel·lista catalana en llengua castellana, membre de la Reial Acadèmia Espanyola i professora convidada a diverses universitats estatunidenques. Matute és una de les veus més personals de la literatura espanyola del segle xx i molts la consideren la millor novel·lista de la postguerra espanyola.

## Biografia
Ana María era la segona de cinc fills d'una família pertanyent a la petita burgesia catalana, conservadora i religiosa. El seu pare, Facundo Matute, era propietari d'una fàbrica de paraigües. Durant la seva infantesa va viure un temps considerable a la ciutat de Madrid, però poques de les seves històries parlen sobre les experiències viscudes a la capital d'Espanya.
A quatre anys va caure greument malalta, motiu pel qual la seva família la va dur a viure amb els seus avis a Mansilla de la Sierra (La Rioja). L'estada la va influenciar profundament, com es pot apreciar a la seva antologia Historias de la Artamilla (1961), on parla de la gent que va conèixer a Mansilla.

## Obra literària
Ana María Matute tracta molts aspectes polítics, socials i morals d'Espanya, especialment durant el període de la postguerra. La seva prosa és molt sovint lírica i pràctica. En les seves novel·les incorpora tècniques literàries associades a la novel·la modernista o surrealista. Amb totes aquestes qualitats i aquest talent literari és considerada "una escriptora essencialment realista". Basats en el seu gènere realista, molts llibres de Matute tracten del període de la vida que abasta des de la infantesa i l'adolescència fins a l'etapa adulta.
Matute utilitza molt, com a font primària, el pessimisme, la qual cosa dona a les seves novel·les una sensatesa més clara que la realitat de la vida. "L'alienació, la hipocresia, la desmoralització i la malícia" són fàcils de trobar en la ficció de les seves obres. Una de les seves característiques més comunes és l'ús de la trilogia: una obra literària composta per tres novel·les o contes que comparteixen trets comuns, però que també són diferents. Molts crítics consideren que la seva millor obra és la trilogia Los mercaderes, conformada per Primera memoria, Los soldados lloran de noche i La trampa. Sobre la seva obra es diu que, "encara que els arguments de cadascuna de les seves novel·les són independents, les uneix el tema general de la guerra civil i el retrat d'una societat dominada pel materialisme i l'interès propi".

### La guerra civil
Ana María Matute tenia deu anys quan va començar la Guerra Civil Espanyola (1936-1939). La violència, l'odi, la mort, la misèria, l'angoixa i l'extrema pobresa que van venir després de la guerra la van marcar profundament a ella i a la seva narrativa. La de Matute és la infància robada pel trauma de la guerra, i les conseqüències psicològiques del conflicte i la postguerra en la mentalitat d'una nena i una joventut marcada per la guerra es reflecteixen en les seves primeres obres literàries, centrades en "els nens sorpresos", que veien totes aquelles experiències sense sentit que els envoltaven i que, malgrat que els dolgués, les havien d'entendre. Es poden observar característiques neorrealistes en obres com Los Abel (1948), Fiesta al noroeste (1953), Pequeño teatro (1954), Los hijos muertos (1958) o Los soldados lloran de noche (1964). En totes aquestes obres, la mirada protagonista infantil o adolescent és el més excel·lent i marca un distanciament afectiu entre realitat i sentiment o capacitat d'entendre. Són obres que s'inicien amb gran lirisme i que a poc a poc se submergeixen en un realisme exacerbat.
Mentre va viure a Castella i Lleó va assistir a un col·legi religiós de Madrid. Fou en aquell moment quan va escriure la seva primera novel·la, Pequeño teatro, a 17 anys, si bé es va publicar onze anys més tard. El 1949 escriu Luciérnagas, amb la qual va quedar finalista del Premi Nadal de novel·la, tot i que la censura va impedir que es publiqués.
El 17 de novembre de 1952, Matute es casà amb l'escriptor Ramón Eugenio de Goicoechea, amb qui l'any 1954 tindria un fill, Juan Pablo Goicoechea, al qual ha dedicat una gran part de les seves obres infantils. Se separà del seu marit el 1963 i, com a resultat de les lleis espanyoles del moment, després de la separació no tingué dret a veure el seu fill, ja que el seu espòs va obtenir la tutela del nen, un fet que li va causar problemes emocionals.

### Obra de maduresa
Després d'anys de silenci narratiu, i amb una dècada del 1970 amb molt pocs títols publicats (si bé aquesta escassedat de títols no va estar en contradicció amb la qualitat, fet pel qual va ser nominada al Premi Nobel de Literatura el 1976), el 1984 la van guardonar amb el Premi Nacional de Literatura Infantil per la seva obra Sólo un pie descalzo. El 1996 publicà Olvidado Rey Gudú i fou escollida membre de la Reial Acadèmia Espanyola, on va ocupar el seient K majúscula, i es va convertir en la quarta dona que formava part d'aquesta entitat.
Membre honorari de la Hispanic Society of America, hi ha un premi literari que duu el seu nom, i els seus llibres s'han traduït a vint-i-tres idiomes. L'any 2007 va rebre el Premi Nacional de les Lletres Espanyoles al conjunt de la seva tasca literària. El novembre del 2010 se li concedí el Premi Miguel de Cervantes, el més prestigiós de la llengua castellana.
Morí als 88 anys, el 2014, deixant una novel·la inacabada, Demonios familiares. Les seves restes van ser incinerades.

### Novel·les
- 1948: Los Abel
- 1952: Fiesta al Noroeste
- 1954: Pequeño teatro
- 1956: Los niños tontos
- 1958: En esta tierra
- 1959: Los hijos muertos
- 1959: Primera memoria
- 1961: Historias de la Artámila, inclou el conte "La rama seca"
- 1963: Los soldados lloran de noche
- 1970: La trampa
- 1971: La torre vigía
- 1973: El río
- 1993: Luciérnagas
- 1996: Olvidado rey Gudú
- 2000: Aranmanoth
- 2009: Paraíso inhabitado

### Relats curts i contes
- 1953: La pequeña via
- 1956: Paulina, el mundo y las estrellas
- 1956: El país de la pizarra
- 1956: Los niños tontos
- 1956: Vida nueva
- 1957: El país de la pizarra
- 1957: El tiempo
- 1960: Paulina, el mundo y las estrellas
- 1960: El saltamontes y El aprendiz
- 1961: Caballito loco
- 1961: A la mitad del camino
- 1961: El libro de juegos para los niños de otros
- 1961: Historia de la Artámila
- 1961: El arrepentido
- 1961: Tres y un sueño
- 1961: La rama seca
- 1962: Caballito loco y Carnavalito
- 1963: El río
- 1965: El polizón del "Ulises"
- 1972: El aprendiz
- 1983: Sólo un pie descalzo
- 1984: Sólo un pie descalzo
- 1986: El saltamontes verde
- 1990: La Virgen de Antioquía y otros relatos (col·lecció de dotze contes).
- 1993: De ninguna parte
- 1994: La oveja negra
- 1995: El verdadero final de la Bella Durmiente
- 1995: El árbol de oro
- 1996: Casa de juegos prohibidos
- 1998: Los de la tienda
- 2000: Todos mis cuentos
- 2010: La puerta de la luna. Cuentos completos

## Premis i reconeixements
- 1947: Finalista al Premi Nadal de novel·la per Los Abel
- 1952: Premi Café Gijón per Fiesta al Noroeste
- 1954: Premi Planeta per Pequeño teatro
- 1958: Premio de la Crítica, 1958 per Los hijos muertos.
- 1959: Premi de la Crítica de narrativa castellana per Los hijos muertos
- 1959: Premi Nadal de novel·la per Primera memoria
- 1962: Premi Fastenrath per Los soldados lloran de noche
- 1965: Premi Lazarillo de literatura infantil per El polizón del "Ulises"
- 1984: Premi Nacional de Literatura Infantil per Sólo un pie descalzo
- 1996: Membre de la Reial Acadèmia Espanyola
- 2006: Premi Internacional Terenci Moix per la seva trajectòria literària[5][6]
- 2007: Premi Nacional de les Lletres Espanyoles, al conjunt de la seva obra
- 2009: Creu de Sant Jordi
- 2010: Finalista del Premi Príncip d'Astúries de les Lletres
- 2010: Premi Miguel de Cervantes[7][8]
- 2011: Premi de la Crítica de la Fira del Llibre de Bilbao
- 2012: Premi Ondas Mediterráneas Menció Especial RIET

## Textos sobre Ana María Matute
- AA.VV.: "Ana María Matute", Les Lettres Françaises, Triunfo XXV, 449, 1971, p. 39.
- ACEVEDO, Mario A.: La creación literaria infantil de Ana María Matute (tesi no publicada), Texas Tech University, 1979.
- ALVIS, James Earl: La traición en la obra de Ana María Matute (tesi no publicada), University of Oklahoma, 1976.
- ATLEE, A. F. Michael: "El enigma de Ana María Matute", Explicación de textos literarios, 13.1, 1984-1985, pp. 35–42.
- AVILA GRANADOS, Jesús: "Entrevista: Ana María Matute: Premio Cervantes de Literatura 2010", Sesenta y más 298, 2011, pp. 14–7.
- AVILA-MERGIL, Rosa María: Análisis estilístico de Pequeño Teatro de Ana María Matute '(tesi no publicada), University of Texas, 1991.
- AYUSO PÉREZ, Antonio: "La recuperación del cuento de hadas en la actualidad. El caso de Ana María Matute y El verdadero final de la Bella Durmiente", Literaturas de la (pos)modernidad, Madrid, Fragya, 2009, pp. 99–122.
- AYUSO PÉREZ, Antonio: "Los cuentos de hadas en la obra de Ana María Matute", Cuadernos de literatura infantil y juvenil, 231, 2009, pp. 7–14.
- BARRETTINI, Celia: "Ana María Matute: la novelista pintora", Cuadernos Hispanoamericanos, XLVIII, 1961, pp. 405–12.
- BRYANT, Betty C.: Los adolescentes: cómo revelan el mundo de Ana María Matute (tesi no publicada), Southern Connecticut State College, 1972.
- CARRASCO, Elena Granger: "¿Por qué negar la existencia de un lenguaje femenino? El caso de Ana María Matute", Cuadernos de Filología Hispánica, 16, 1998, pp. 103–11.
- CASAS, Ana: "Lo maravilloso y lo fantástico frente a la hegemonía realista: las formas no miméticas en los cuentistas del Mediosiglo (Años 50 y 60)", Rilce, 25.2, 2009, pp. 220–235.
- CAI, Xiaojie: El mundo de la infancia y otros temas alusivos en la narrativa realista y fantástica de Ana María Matute(tesi doctoral), Salamanca, Ediciones Universidad de Salamanca, 2012. ISBN 9788490121337
- COLOMER, Álvaro: "Ana María Matute. Premio Cervantes 2010", Mercurio, Abril, 2011, pp. 34–35.
- COUFFON, Claude: "Una joven novelista española: Ana María Matute", Cuadernos del Congreso por la Libertad de la Cultura', 54, novembre 1961, pp. 52–55.
- CHAMORRO, Eduardo: "Un intento de novela gótica", Triunfo, XXVI, 474, 3 juliol 1971, p. 31.
- DORAN, Kristin J.: Matute's Short Fiction: Metaphorical Journals of Trauma (tesi no publicada), The University of Arizona, 2009.
- FLORES-JENKINS, Raquel: "El mundo de los niños en la obra de Ana María Matute", Explicación de textos literarios, III, 2, 1975, pp. 185–190.
- FUENTES, Víctor: "Notas sobre el mundo novelesco de Ana María Matute", Revista Nacional de Cultura, XXV, 160, 1963, pp. 83–88.
- GALDONA PÉREZ, Rosa Isabel: Discurso femenino en la novela española de posguerra: Carmen Laforet, Ana María Matute y Elena Quiroga, Tenerife, Universidad de la Laguna, 2001.
- GAZARIAN, Marie-Lise; JONES, Margaret E. W.; NICHOLS, Geraldine C.; PÉREZ, Janet; ROY. Joaquín: The Literary world of Ana María Matute, Florida, University of Miami, 1993. ISBN 0-935501-69-X
- GAZARIAN, Marie-Lise: Ana Maria Matute: la voz del silencio, Madrid, Espasa, 1997. ISBN 8423999173
- GÓMEZ GIL, Alfredo: "Ana María Matute", Cuadernos Americanos, 178, 5, (setembre-octubre, 1971, pp. 250–254.
- HORNEDO, Rafael María de: "El mundo novelesco de Ana María Matute", Razón y fe, CLXII juliol-desembre 1960, pp. 310–323.
- JIMÉNEZ MARTÍN, María Ángeles: El personaje infantil en la obra de Ana María Matute (tesi doctoral), Universidad de Granada, 1977.
- LANCELOT ALLAHAR, Willis: La creación literaria de Ana María Matute (tesi no publicada), Universidad de Santiago de Compostela, 1985.
- MARTOS NÚÑEZ, Eloy; BRAVO GAVIRO, Ana: "La construcción de mundos imaginarios Olvidado Rey Gudú como prototipo de paracosmos", Primeras notícias. Revista de literatura, 208, 2005, pp. 23–33.
- MATUTE, Ana María; DOYLE, Michael Scott; NICOLA, Maria: "Mesa redonda: Ana María Matute y sus traductores: Michael Scott Doyle y Maria Nicola", Vasos Comunicantes: Revista de ACE Traductores, 12, 1998-1999, pp. 76–82.
- MENÉNDEZ LORENTE, María del Mar: "Cuentos de niños y cuentos para niños en Ana María Matute", Compás de letras. Monografías de literatura española, 4, 1994, pp. 254–274.
- NARVIÓN, Pilar: "Viaje al mundo interior de Ana María Matute", Ateneo, III, novembre 1954, p. 6.
- NICHOLS, Geraldine C.: Escribir, espacio propio: Laforet, Matute, Moix, Tusquets, Riera y Roig por sí mismas, Minnesota, Institute for the Study of Ideologies and Literature, 1988. ISBN 843230736X
- NICHOLS, Geraldine C.: Descifrar la diferencia: narrativa femenina de la España contemporánea, Madrid, Siglo XXI, 1991. ISBN 843230736X
- PÉREZ-CASTILLA, Javier: "Primera y sucesivas memorias de Ana María Matute", Revista Cálamo Faspe, 57, abril-juny 2011, p. 80.
- REDONDO GOICOECHEA, Alicia: Ana María Matute, Madrid, Ediciones del Orto, 2000. ISBN 8479232323
- RIDDEL, María del Carmen: La escritura femenina en la postguerra española: Análisis de novelas escogidas de Carmen Martín Gaite, Ana María Matute y Elena Quiroga (tesi no publicada), The Ohio State University, 1988.
- ROMA, Rosa: Ana Mª Matute, Madrid, Epesa, 1971.
- SÁIZ RIPOLL, Anabel: "Ana María Matute, la mágica realidad", Cuadernos de literatura infantil y juvenil, 84, 1996, pp. 7–16.
- SAVARIEGO, Berta: "Cinco novelistas de la posguerra española" (tesi no publicada), Texas Tech University, 1974.
- SPENCER, Sonjas Nan: "Social Problems in the Works of Ana María Matute" (tesi no publicada), Texas Western College, 1960.
- WU, Ling: "Aspectos de la novela de la posguerra española (1950-1960): Miguel Delibes, Carmen Laforet, Ana María Matute y Elena Quiroga" (tesi no publicada), Boston University, 1998.
- ZERROUKL, Sallha: "Assia Djebar y Ana María Matute: dos figuras revelantes de la literatura femenina y mediterránea", Cuadernos del Mediterráneo, 6, 2006, pp. 173–178.